# Helmut Braig

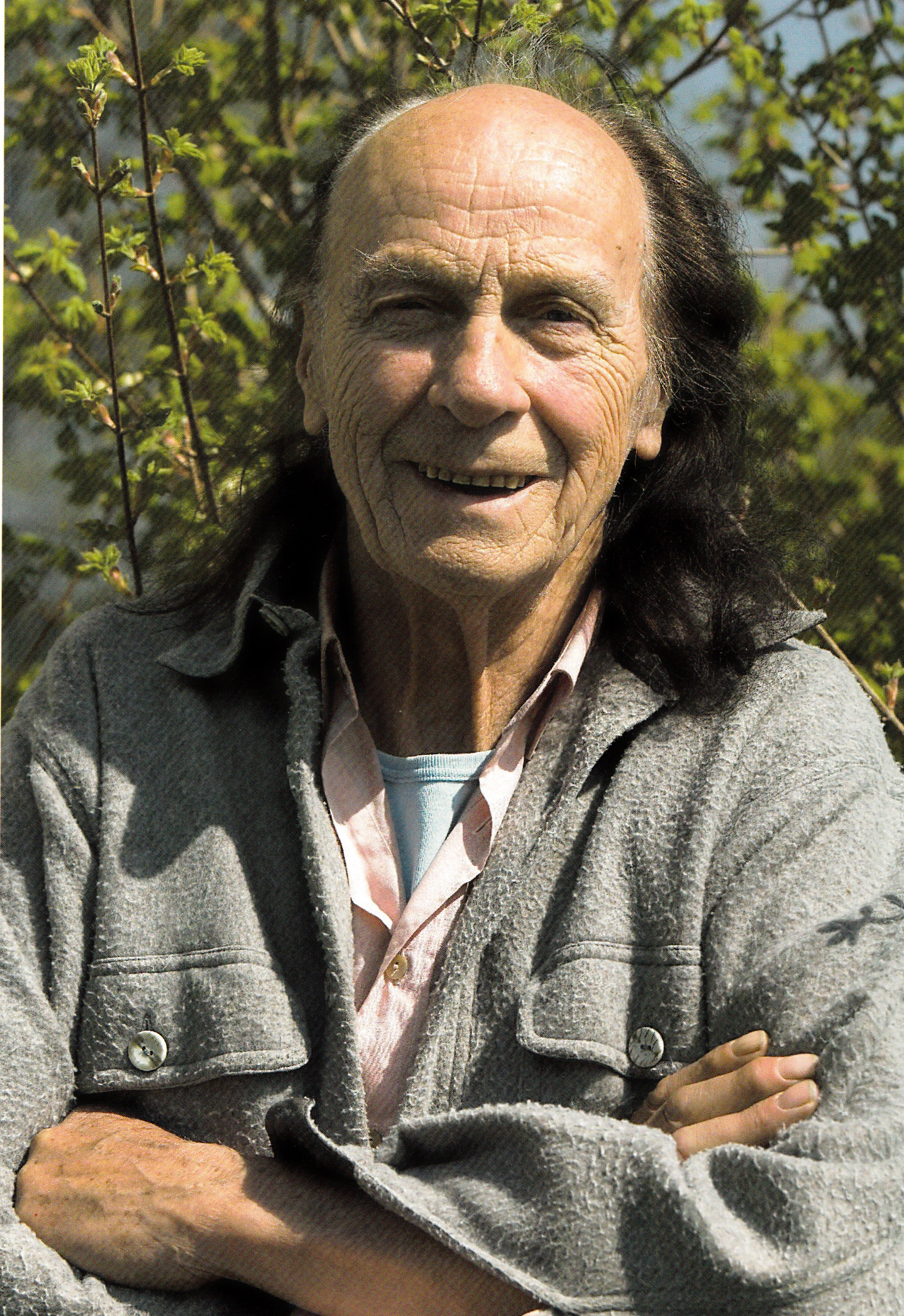
Porträt des Künstlers

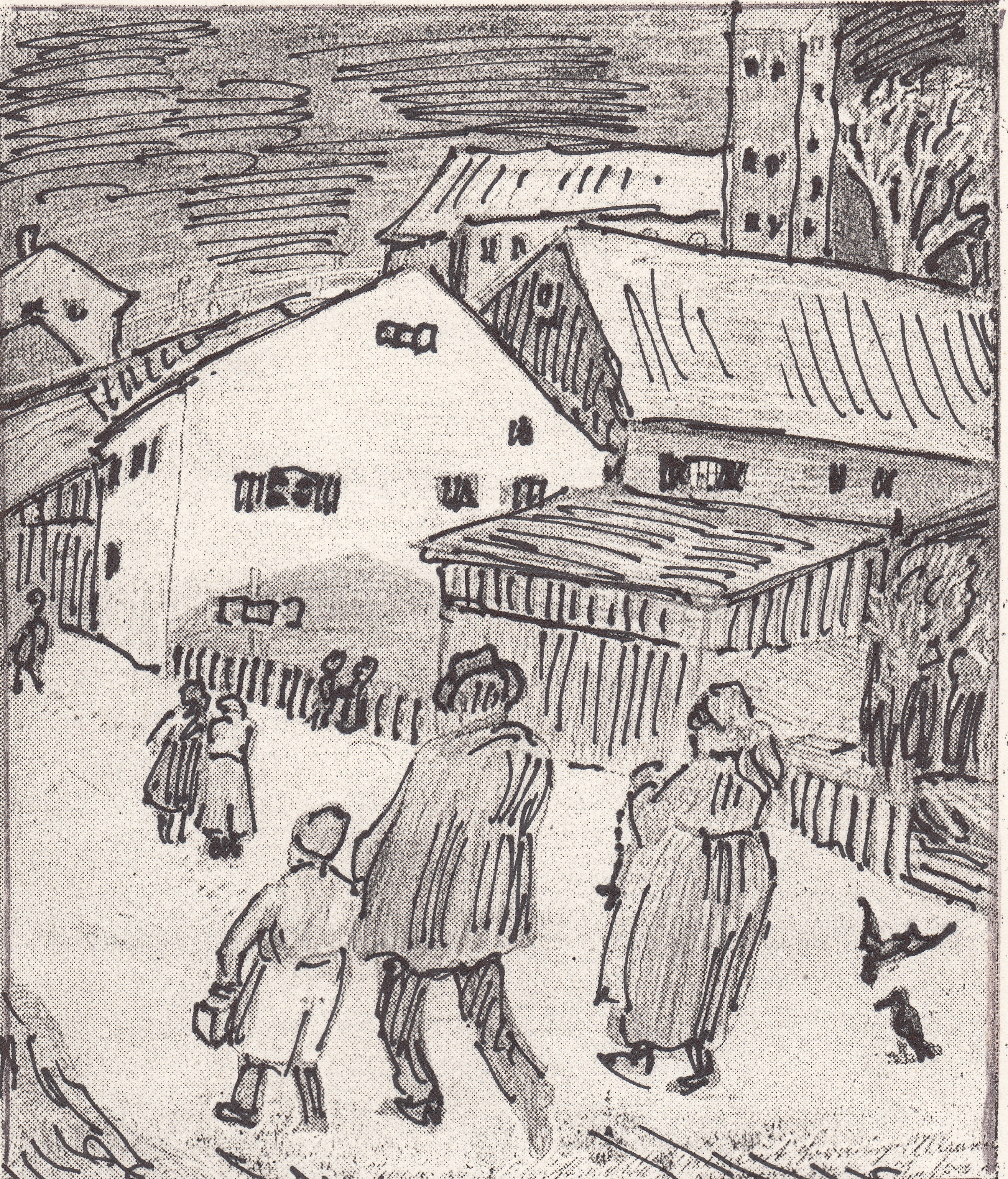
Kinderzeichnung von 1935

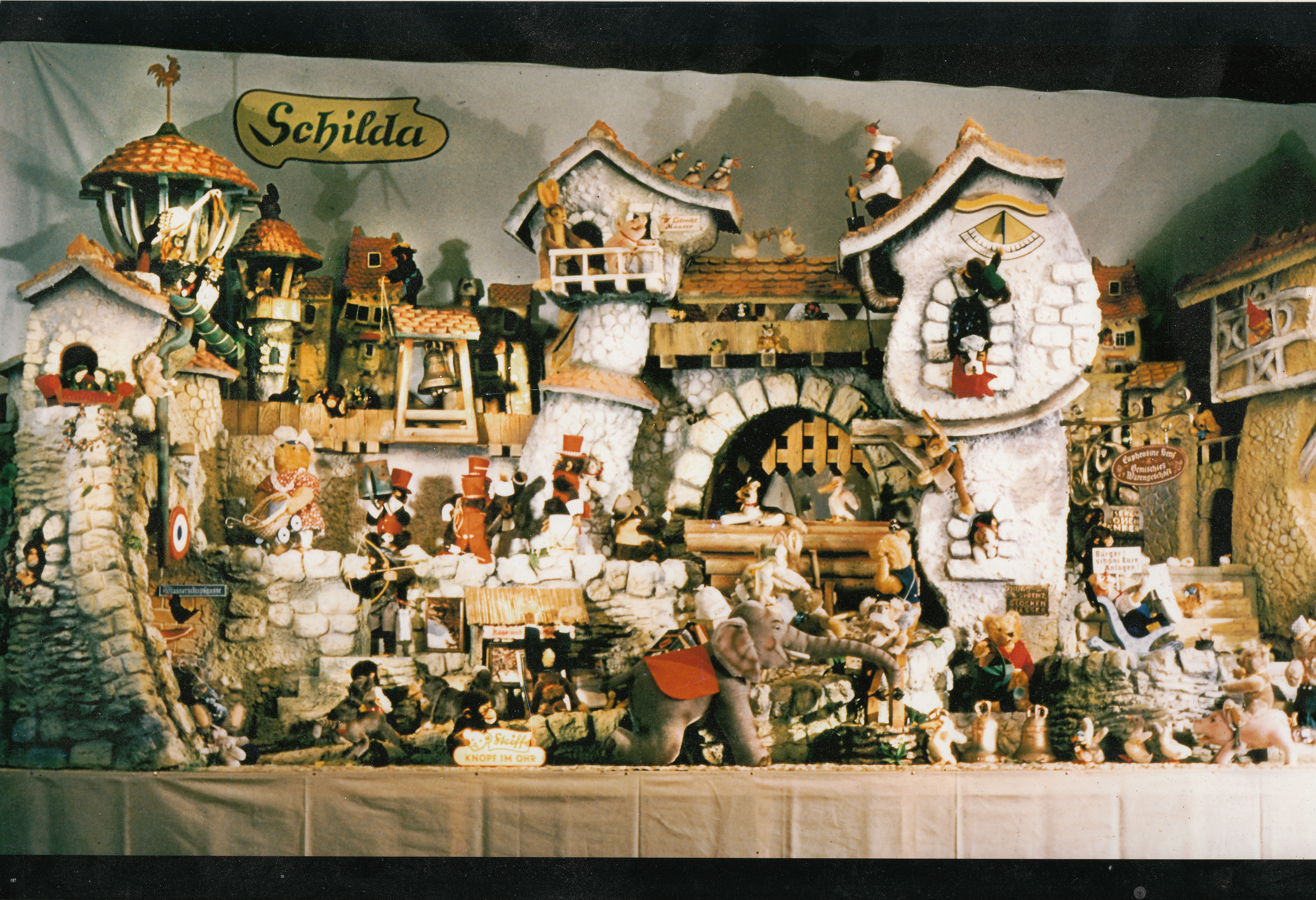
Schaustück für Steiff

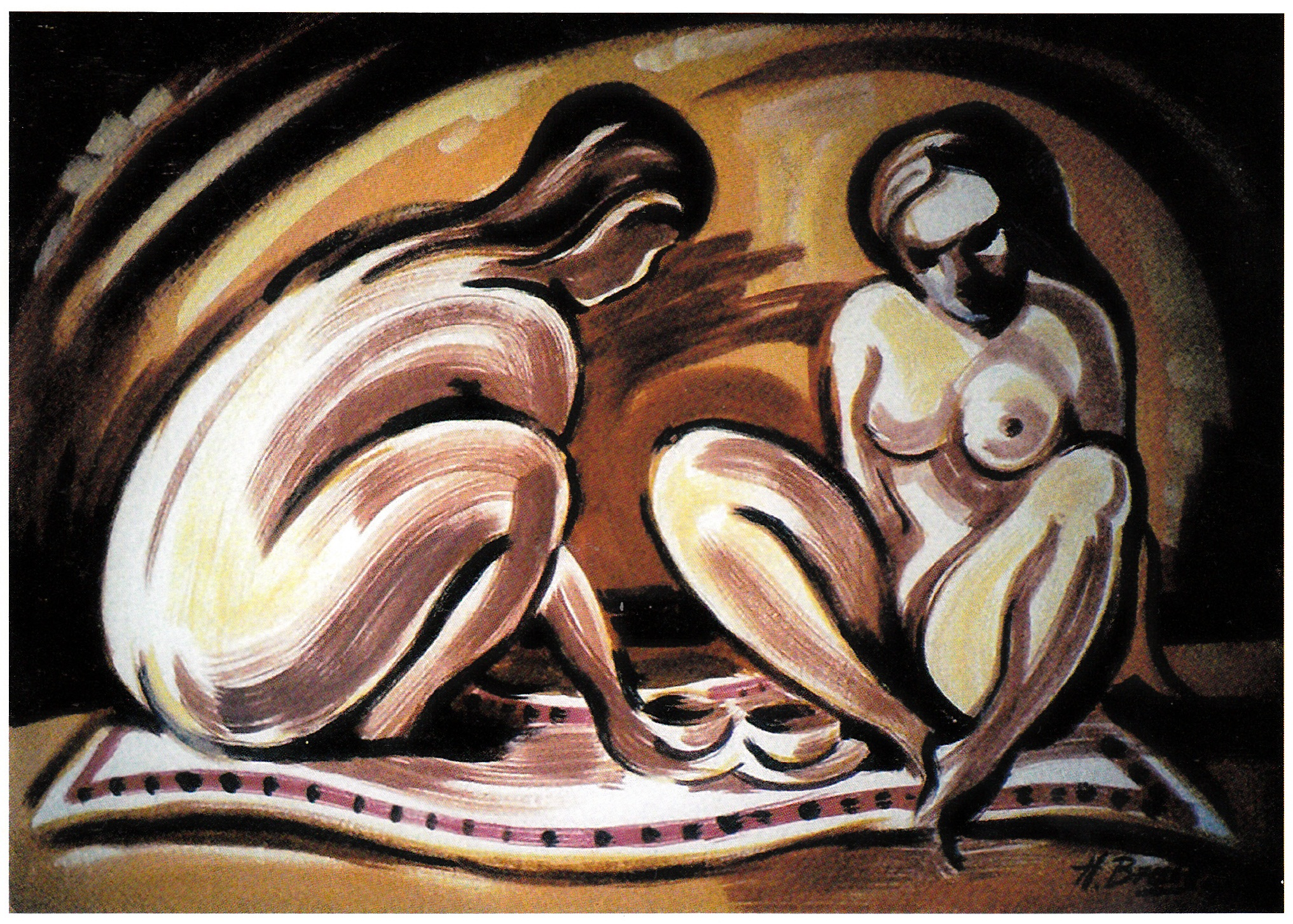
Doppelakt (Airbrush) von 1998

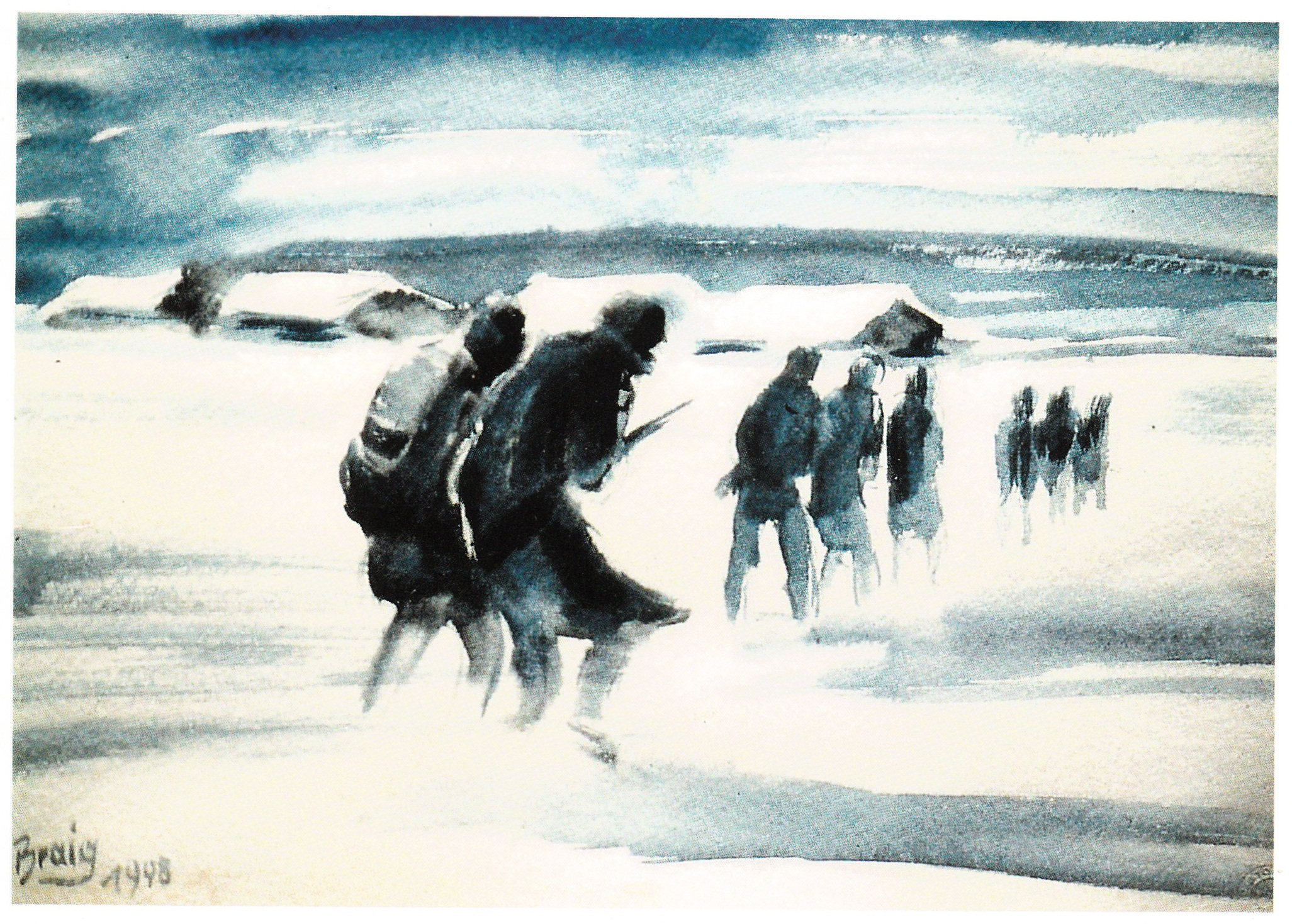
Spähtrupp (Gemälde) von 1998

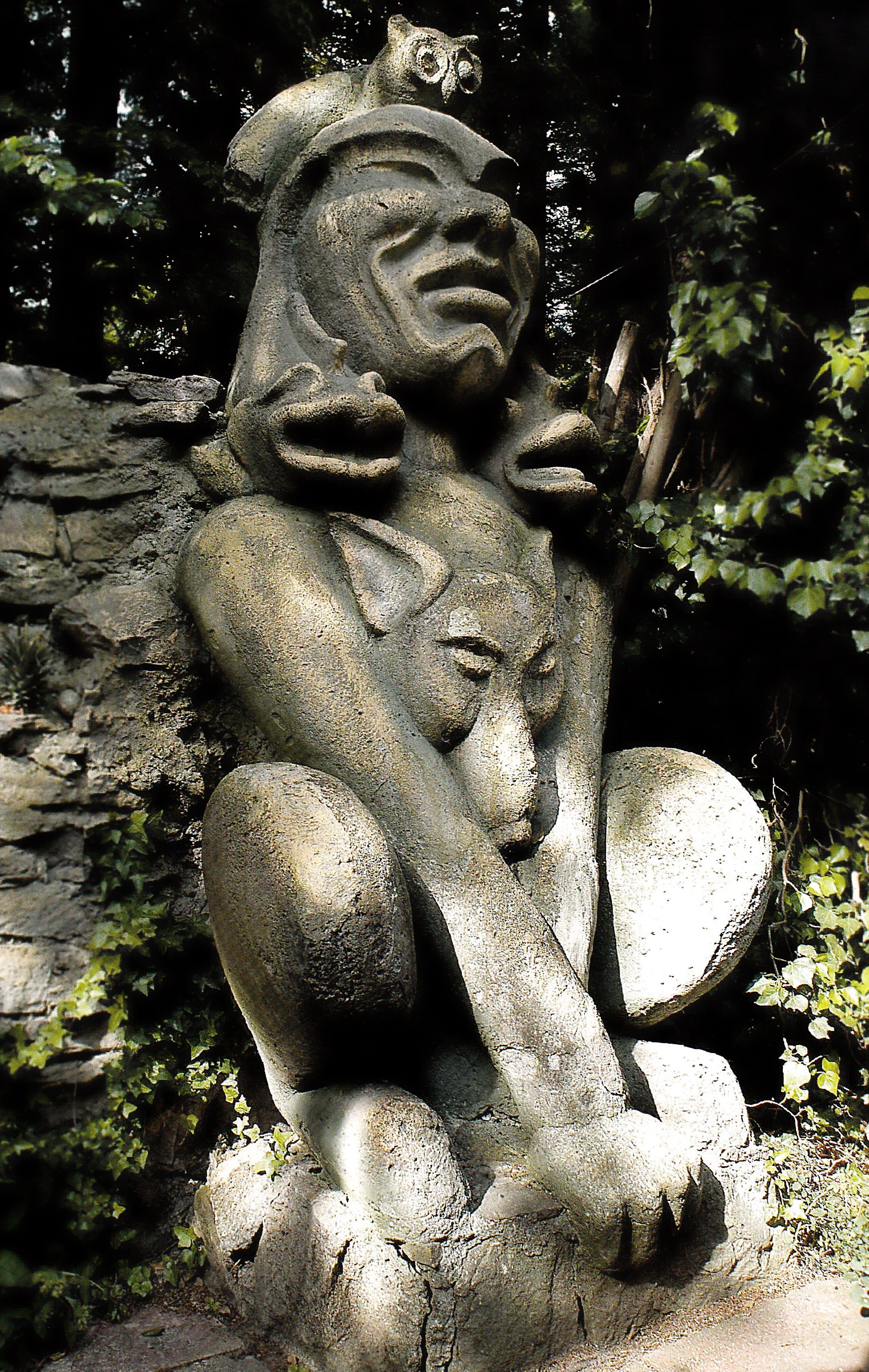
Skulptur im Welzheimer Wald von 1952

Helmut Braig (* 16. März 1923 in Allmendingen; † 11. Dezember 2013 in Giengen an der Brenz) war ein deutscher Maler, Bildhauer, Grafiker, Filmemacher und Buchautor.
In seinem Werk folgte er dem Geist des Surrealismus, mit sehr ausgeprägtem eigenem Ausdruckspotenzial. Bekannt wurde er 1963 durch seinen Film Der Ameisenkrieg, dem weltweit ersten Puppentrickfilm, der nicht in dem bis dahin üblichen Stop-Motion-Verfahren, sondern im Realgang gedreht wurde. Braig sagt über sich selbst, dass er kein Grafiker, Maler, Bildhauer, Filmemacher, Autor sei, sondern ein Experimentator.

## Leben

### Kindheit und Jugend
Helmut Braig wurde in kleinbürgerlichen Verhältnissen als Sohn eines Schreinermeisters geboren.
Als Kind war er mit dem Sohn des Konrad Freiherr von Freyberg zu Eisenberg befreundet. Dadurch erlangte er Zutritt zum Schloss Allmendingen. Die vielen Kunstobjekte in den Sälen sowie die Gemälde an den Wänden und Decken beeindruckten und inspirierten den jungen Braig. Er fertigte eindrucksvolle Zeichnungen von all dem, was seine Künstlerseele berührte. Konrad Freiherr von Freyberg zu Eisenberg erkannte sein künstlerisches Talent und förderte ihn.
Obwohl eine Augenkrankheit ihn als Neunjährigen fast erblinden ließ und sein rechtes Auge auf Dauer unbrauchbar machte, entwickelte Braig den Blick für Farben und Formen, auch für technische Zusammenhänge. Seinen Namen konnte er zum ersten Mal in der Presse lesen, als er zwölf Jahre alt war: Eine damals deutschlandweit verbreitete Zeitung mit Verlag in Berlin machte eine Aktion mit dem Titel Junge Zeichner an die Front. Ermutigt von seinem Vater reichte er seine Zeichnung Gang zur Christmette ein und bekam den ersten Preis dafür.
Nach der Schulzeit erhielt Braig durch Bemühungen zu Eisenbergs eine Lehrstelle zum Designer bei der Spielzeugfirma Steiff.

### Studium und Krieg
Nachdem Braig in dreieinhalb Jahren Lehre seine Talente unter Beweis gestellt hatte, schickte ihn die Firma Steiff 1941 zur weiteren Förderung derselben auf die Württembergische Kunstgewerbeschule in Stuttgart. Von dort wechselte er nach einem Semester auf die Staatliche Akademie der bildenden Künste in Stuttgart.
Der sich ausweitende Krieg machte dem Studium ein Ende. Braig bekam 1942 den Musterungsbefehl. Zwar konnte der Direktor der Akademie, Fritz von Graevenitz, seine Beziehungen zum Wehrbezirkskommando nutzen, um zu verhindern, dass Braig sofort zu den Waffen eilen musste. Aber der Aufschub dauerte nur ein Semester lang. 1942 wurde Braig Rekrut und, wie er selbst sagt, „in Frankreich zum Killer ausgebildet“. Dann folgte die wohl schlimmste Zeit seines Lebens, als er für ein Jahr zum Partisanenkrieg nach Russland abkommandiert wurde und im April 1945 im Harzkessel in amerikanische Gefangenschaft geriet.
Die in diesen Zeiten erfahrene Sinnlosigkeit, Grausamkeit, Würdelosigkeit, die Entbehrungen und das Leiden hat Braig später in vielen seiner Bilder verarbeitet. 2009 erschien bei der Heidenheimer Verlagsanstalt sein Buch Bruchstücke, das 90 Kurzgeschichten und Zeichnungen enthält; viele davon beschreiben jene Kriegserfahrungen.
Braig lebte seit 1949 in Giengen an der Brenz.

## Wirken

### Als Schaustück-Konstrukteur für Spielzeugfirmen
Nach seiner Heimkehr aus der Kriegsgefangenschaft hat Braig im zerbombten Stuttgart ein karges, aber neues Leben in Freiheit und Selbstbestimmung angefangen. Im Sommer 1949 bekam er erneut, wie schon damals als Knabe, Besuch vom Geschäftsführer der Firma Steiff, der ihn wieder in das Werk nach Giengen an der Brenz zurückholte. Dort sollte er die Schaustück- und Werbe-Abteilung wieder aufbauen, was dem Künstler mit dem besonderen Talent, aus „Bruchstücken“ große Kunst zum Ausdruck zu bringen, trotz der kargen Nachkriegsbedingungen auch gelang. Er hat während seiner Zeit bei Steiff circa 300 kleine und große Schaustücke entworfen; viele davon sind heute in Museen zu besichtigen.
Für die Schaustücke ließ sich Braig einiges einfallen: Er setzte Steiff-Tiere in Szene, indem er neben der Komposition der Kulissen und Anordnungen auch die gesamte Technik, die Bewegung in die sonst inaktiven Figuren und ihre Umgebung brachte, entwickelte. Die Häuser, Schiffe und sonstigen Umgebungselemente schuf Braig nach einer von ihm selbst entwickelten Herstellungstechnik: Im Abdruckverfahren wurden die einzelnen Elemente aus Kautschuk hergestellt und anschließend mit Glasfasergewebe verstärkt. Danach wurden die Kulissen mechanisiert und elektrifiziert.
In der ganzen Welt wurden Spielzeughersteller auf Braigs besonderes Können aufmerksam. Er baute auch Schaustücke für die Firma Mattel in Kalifornien, rekonstruierte für die Modellbaufirma Helle eine Wikingerwerft aus dem Jahre 850 und entwickelte die sogenannten Braigschen Landschaftsteppiche für Eisenbahnzubehör- und Zinnfigurherstellungs-Firmen.
Für die deutsche Leistungsshow in Tokio 1984 baute Braig ein Schlumpfland von circa 10 m Umfang, das voll mechanisiert war. Das Exponat erregte großes Aufsehen und wurde elfmal für unterschiedliche Großstädte Europas nachgebaut. Auch im japanischen Fernsehen wurden mehrere Berichte über dieses eindrucksvolle Schaustück gesendet.

### Als Filmemacher
Im Jahr 1959 schrieb und zeichnete Braig das Drehbuch zu dem von ihm produzierten Film Der Ameisenkrieg, ein Puppentrickfilm mit circa 250 in Kautschuk gegossenen Ameisen von etwa 15 cm Größe. Darin verarbeitete er seine eigenen Kriegserfahrungen und verband sie mit einem Appell an die Menschen, dem Unsinn kriegerischer Auseinandersetzungen ein Ende zu machen. 1963 wurde der Film zum ersten Mal im deutschen Fernsehen gezeigt. Von da an ging er um die ganze Welt und hat viele Preise und Goldmedaillen eingebracht. Der Erfolg liegt mit daran, dass dieser Film nicht im Stop-Motion-Verfahren, sondern im Realgang gedreht wurde, was für den damaligen Stand der Filmtechnik eine absolute Neuheit war. In diesem Kontext wurde der Film 1998 in das Guinness-Buch der Rekorde aufgenommen. Eine Art von Begeisterungs-Rekord erzielte der Film in Japan, von wo aus Prinz Takamatsu, ein Schwiegersohn des Tennō, Braig in Anerkennung seiner filmischen Leistung ein persönliches kostbares Geschenk sandte.
In gleicher Realgang-Technik entstand zwei Jahre später der Film Romanze in Müll, eine szenisch-symbolische Darstellung der gesellschaftlichen Wegwerfmentalität. Auch dieser Film wurde im deutschen und im internationalen Fernsehen gezeigt.

### Als Maler
Neben den zahlreichen Kohle- und Bleistiftzeichnungen hat Braig im Laufe seines Lebens Hunderte von Gemälden geschaffen. Nach eigener Aussage wisse er nicht, ob es 500 oder 5000 seien. Während die Zeichnungen detailgetreu die Wirklichkeit abbilden, entheben die Gemälde den Betrachter in eine traumhafte – manchmal auch albtraumhafte – Welt, in eine, die über die Realität emporhebt. Es lassen sich immer wieder gegensätzliche Themen finden wie Liebe und Hass, Krieg und Versöhnung, Sinnlichkeit und Nüchternheit. Daneben finden sich Naturdarstellungen in reicher Vielfalt. Alle Bilder sind mit einer Mischtechnik aus Airbrushing und Pinselarbeit, bevorzugt mit Acrylfarben, gestaltet. Zu allen Gemälden hat Braig auch die passenden Rahmen selbst gefertigt.

### Als Bildhauer
2001 nahm Braig den Auftrag an, eine Scheune in der Ortschaft Bartholomä in einen besonderen Veranstaltungsort ("Braighausen") zu verwandeln. Er entwickelte die Idee, den Raum mit einer mittelalterlich-romantischen Kulisse auszukleiden, sodass sich der Eindruck eines mittelalterlichen Marktplatzes ergibt. Die gesamte Anlage wurde von Braig architektonisch entwickelt, gestalterisch entworfen und im Steingussverfahren eigenhändig gefertigt. Es entstanden bis zu acht Meter hohe Bauten, die in Braigs Atelier in transportablen Teilen gefertigt und dann per LKW nach Bartholomä transportiert und dort zusammengefügt und bemalt wurden. Rund 4.500 Künstlerstunden waren dafür notwendig.

### Als Fotograf
Relativ wenig bekannt sind künstlerische  Arbeiten von Helmut Braig, die seine fotografischen Werke zeigen. Er hat sein Schaffen nicht nur mit der Kamera dokumentiert, sondern weitere künstlerische Ideen und Einfälle mit Einsatz der Fotokamera gestaltet.
Ausgesuchte Bilder und Grafiken wurden dabei auf menschliche Körper projiziert, hiervon wiederum neue Aufnahmen gemacht.
Diese Fotos zeigen weitere, überraschende Facetten aus dem unendlich vielfältigen Schaffen des Multikünstlers. Selbst die Negative, bzw. Diapositive der dabei entstandenen Aufnahmen wurden teilweise in Kratztechnik noch manuell nachbearbeitet.
Einige dieser Arbeiten werden in Birkenried 2013 erstmals der Öffentlichkeit  präsentiert.
(Ausstellung "Zwischen Stalingrad und Erotik", 1. Mai bis 31. August 2013)
Im Welzheimer Wald schuf Braig für sich und seine Frau ein Waldhaus mit einer Skulpturenlandschaft, integriert in die Natur des Waldes. Das Braigsche Waldgebiet wird umgrenzt von einer 3 m hohen und 160 m langen Reliefmauer.
Anfang des Jahres 2004 entstand der Braigsche Skulpturenpark in der Stadtmitte von Giengen. Neun sehr unterschiedliche Skulpturen mit einer Höhe von drei bis vier Metern zieren den Platz zwischen Stadtmauer und dem Fluss Brenz.
Seine Skulpturen stehen auch in einem Hotelgarten im Spessart und in privaten Gärten im Schwarzwald und in Frankfurt am Main.

## Ausstellungen
- Gewalt – gestern, heute, morgen, Theater Ulm 1982
- Steigenberger Hotel Frankfurt, Flughafen[7]
- „Der Weg ist mehr als das Ziel“ November 1993
- Köflach, Österreich
- Zeulenroda, Thüringen
- Skulpturen, Rathaus-Galerie Aalen 2002
- Meister der Region, GEK Schwäbisch Gmünd
- Documenta Kassel
- Palast Air France, Avenue des Champs-Élysées, Paris
- Le Musée des Automates, Temple du Mouvement de La Rochelle, Frankreich
- Braig-Objekt, Deutsche Leistungsschau Tokio, Japan[8][9]
- Kreiskunstausstellung Giengen, Stadthalle
- Skulpturenpark Giengen 2004
- "Kunst aus Giengen", Giengen/Brenz 2005
- Kunst – Wege – Wandlung, Giengen 2000
- Die Stadt unter Dach (Braighausen), Bartholomä 2006
- "Altmeister" Künstlerbund Stuttgart 2007
- "Helmut Braig – unterwegs" Giengen/Brenz 2008
- "Surrealist zwischen Kriegserlebnis und Erotik", Birkenried 2008
- "Bruchstücke", Pressehaus Heidenheim, Heidenheim/Brenz 2009
- "Straße des Friedens", Giengen/Brenz 2011
- "Ein Künstler zwischen Stalingrad und Erotik", Birkenried 2013

## Werke

### Filme
- Der Ameisenkrieg
- Romanze in Müll
- Mensch Leute
- Waldleben

### Bücher
- 3 Fotobücher über Helmut Braig, Karin Upahl
- Bruchstücke, Heidenheimer Verlagsanstalt 2009
- Straße des Friedens, Fotoband zur Ausstellung 2011, Karin Upahl
- Helmut Braig "Die Skulpturen und Bilder" 2012, Karin Upahl
- Helmut Braig "Erotische Landschaften", 2012, Selbstverlag